# 蛇皮果
蛇皮果（学名：Salacca zalacca）是東南亞地區的水果，屬於棕櫚科蛇皮果属，原產於印尼的爪哇島及蘇門答臘島，也有在其他地方種植作食用，包括有：巴厘島、龙目岛、帝汶島、馬來西亞、马鲁古省及蘇拉威西。
树叶柄短，可长达6米长，2米宽，中茎15厘米宽，小葉片無數。以红棕色凸凹不平的果皮花纹得名。果实和无花果大小差不多，但果序叢生，味道酸甜。
- 印尼产的蛇皮果
- 西爪哇茂物的蛇皮果林
- 幼果

## 延伸阅读
- Supriyadi; Suhardi; M. Suzuki; K. Yoshida; T. Muto; A. Fujita; and N. Watanabe. . J. Agric. Food Chem. 2002, 50 (26): 7627–7633. PMID 12475281. doi:10.1021/jf020620e.